# Witkowo (gmina)
Witkowo – gmina miejsko-wiejska w województwie wielkopolskim, w powiecie gnieźnieńskim. W latach 1975–1998 gmina położona była w województwie konińskim.
Siedziba gminy to Witkowo.
Według danych z 30 czerwca 2007 gminę zamieszkiwały 13 372 osoby. Natomiast według danych z 31 grudnia 2019 roku gminę zamieszkiwało 13 539 osób.

## Struktura powierzchni
Według danych z roku 2002 gmina Witkowo ma obszar 184,4 km², w tym:
- użytki rolne: 65%
- użytki leśne: 21%

Gmina stanowi 14,7% powierzchni powiatu.

## Demografia

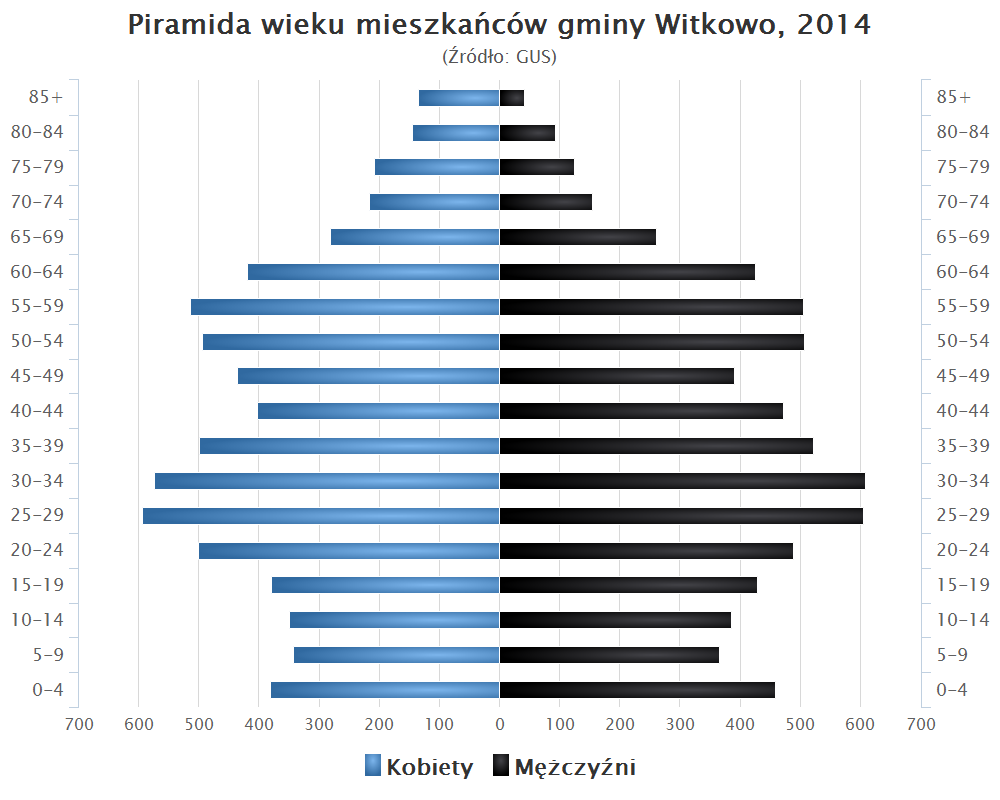
Piramida wieku mieszkańców gminy Witkowo w 2014 roku

Dane z 31 grudnia 2017 roku:
| Opis                              | Ogółem | Ogółem | Kobiety | Kobiety | Mężczyźni | Mężczyźni |
| --------------------------------- | ------ | ------ | ------- | ------- | --------- | --------- |
| jednostka                         | osób   | %      | osób    | %       | osób      | %         |
| populacja                         | 13 666 | 100    | 6 839   | 50,0    | 6738      | 6 827     |
| gęstość zaludnienia (mieszk./km²) | 74     | 74     | 37      | 37      | 37        | 37        |

## Sołectwa
Chłądowo, Czajki, Ćwierdzin, Dębina, Folwark, Gaj, Gorzykowo, Jaworowo, Kamionka, Kołaczkowo, Malenin, Małachowo-Kępe, Małachowo-Szemborowice, Małachowo-Wierzbiczany, Małachowo-Złych Miejsc, Mąkownica, Mielżyn, Odrowąż, Ostrowite Prymasowskie, Piaski, Ruchocin, Ruchocinek, Skorzęcin, Sokołowo, Strzyżewo Witkowskie, Wiekowo, Witkówko.

## Pozostałe miejscowości
Głożyny, Królewiec, Krzyżówka, Popielarze, Raszewo, Skorzęcin (osada leśna), Stary Dwór, Wierzchowiska.

## Sąsiednie gminy
Gniezno, Niechanowo, Orchowo, Powidz, Strzałkowo, Trzemeszno, Września